# Thomas J. Hicks

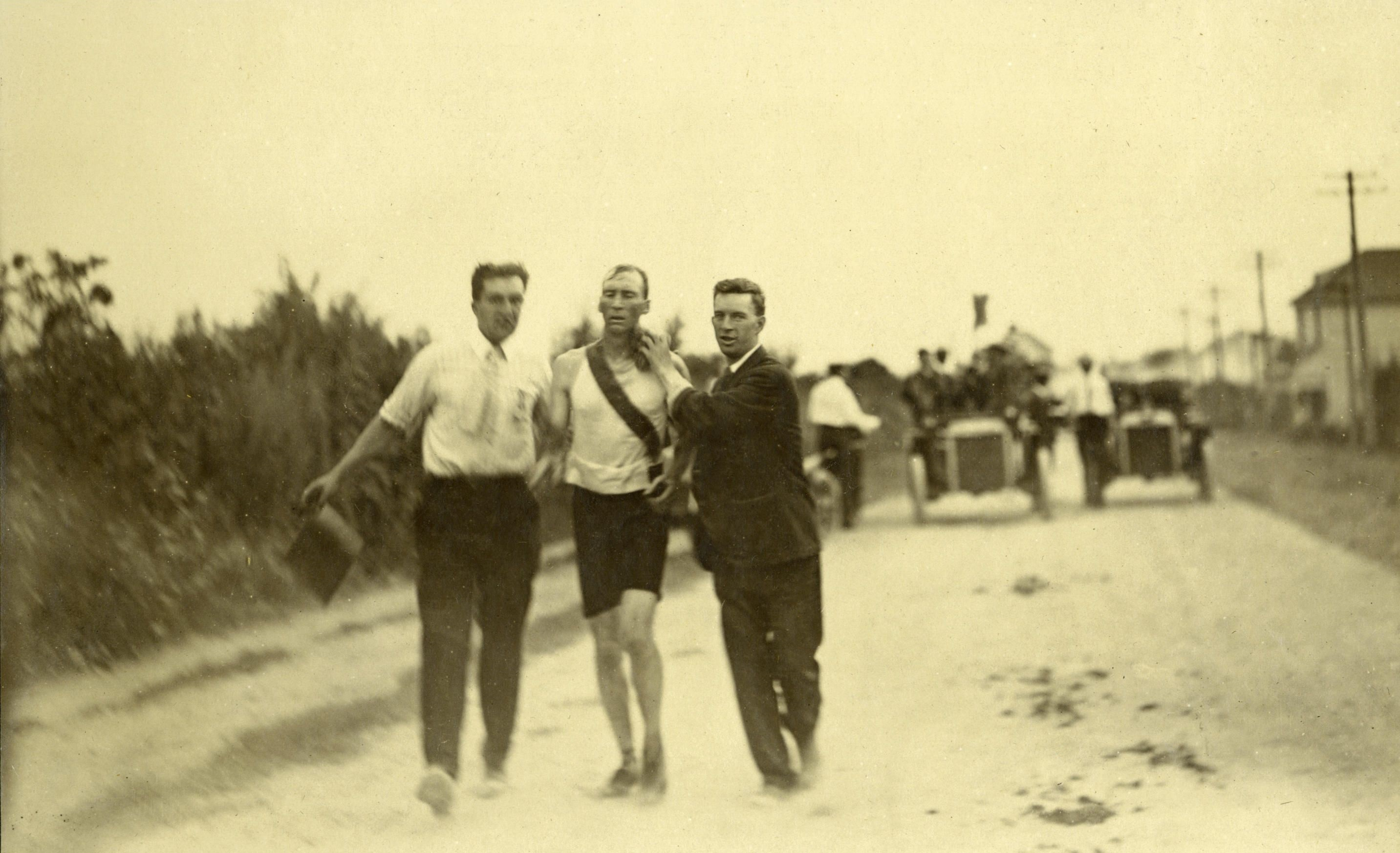
Thomas J. Hicks tijdens de olympische marathon van 1904.

Thomas John Hicks (Birmingham (Verenigd Koninkrijk), 7 januari 1875 – Winnipeg, 28 januari 1952) was een Amerikaans atleet. Hij won de olympische marathon in 1904.

## Loopbaan
Hicks was een in Engeland geboren metaalarbeider uit Cambridge (Massachusetts), die in de eerste jaren van de 20ste eeuw naam maakte in de Boston Marathon, waarin hij tweemaal als zesde eindigde (1900 en 1901) en eenmaal als tweede (1904).
Thomas Hicks is echter het bekendst van het winnen van een bijzondere marathon op de Olympische Spelen van St. Louis in 1904. De condities waren slecht: een smerig parcours, grote stofwolken van de begeleidende voertuigen. Hicks kwam die wedstrijd niet als eerste over de finish. Nummer één was Fred Lorz, maar deze had op het 14 kilometerpunt wegens kramp een auto genomen en was 8 kilometer voor de finish weer begonnen met lopen, omdat de motor stuk ging en hij niet in de zon wilde wachten. De officials hadden dit ontdekt en diskwalificeerden Lorz, die zei dat hij slechts een grap wilde maken.
Was de race onder de huidige regels gelopen, dan was ook Hicks gediskwalificeerd. Op het 24 kilometerpunt smeekte hij om water, maar hij kreeg (bij een temperatuur van 28° Celsius) alleen desinfecterend water om zijn mond te spoelen. Drie kilometer later kreeg hij een ei, ongeveer 1 mg strychnine en een slok brandy, omdat hij er zo slecht uitzag. Toen dit niet bleek te helpen, werd deze procedure op het 32 kilometerpunt nogmaals uitgevoerd, maar dan met één ei meer. Ook werd zijn lichaam met warm water ingewreven, dat uit de radiator van de auto van de verzorger was getapt. Op de laatste mijl gaf men hem nog een ei. Na de finish stortte hij in elkaar en moest hij op een brancard worden afgevoerd. Urenlang sliep hij totdat hij de volgende dag ontwaakte en de prijs alsnog in ontvangst nam. Men weet nu, dat als men hem nog een dosis strychnine zou hebben gegeven, dit zijn leven gekost zou hebben. Strychnine is vandaag de dag verboden voor atleten.
Hicks had intussen zijn lesje geleerd. Na zijn overwinning kondigde hij, eerder opgelucht dan gelukkig, zijn afscheid aan: 'Mijn grootste wens was de kampioensbeker van de Marathon te ontvangen, en nu ik hem heb, wil ik anderen de kans geven hem ook te winnen.'
Zo abrupt als het in 1904 direct na zijn olympische overwinning klonk, was het afscheid van de wedstrijdsport van Hicks overigens niet. Twee jaar later, op 1 oktober 1906, won hij in Chicago de marathon van een serie die van 1905 tot in de jaren twintig van de 20e eeuw door de Illinois Athletic Club of Chicago werden georganiseerd en die als voorlopers worden beschouwd van de hedendaagse marathon van Chicago. De winnende tijd van Hicks, 3:02.00, was zelfs behoorlijk sneller dan zijn tijd in de olympische marathon, twee jaar eerder. Gegevens over de juiste afstand ontbreken echter, zodat een exacte vergelijking niet mogelijk is. Men bedenke hierbij, dat de afspraak om de marathonafstand definitief op 42 km en 195 m te stellen, pas in 1920 werd genomen.

## Titels
- Olympisch kampioen marathon - 1904

## Persoonlijk record
| Onderdeel | Prestatie | Jaar |
| --------- | --------- | ---- |
| marathon  | 2:39.04   | 1904 |

## Palmares

### marathon
- 1900: 6e Boston Marathon - 3:07.19 (parcours had een lengte van 37 tot 38,8 km)
- 1901: 6e Boston Marathon - 2:52.32,4 (parcours idem als in 1900)
- 1904:  Boston Marathon - 2:39.34,2 (parcours idem als in 1900)
- 1904:  OS - 3:28.53
- 1906:  marathon van Chicago - 3:02.00

1896: Spiridon Louis ·
1900: Michel Théato ·
1904: Thomas J. Hicks ·
1908: John Hayes ·
1912: Kenneth McArthur ·
1920: Hannes Kolehmainen ·
1924: Albin Stenroos ·
1928: Ahmed Boughéra El Ouafi ·
1932: Juan Carlos Zabala ·
1936: Sohn Kee-chung ·
1948: Delfo Cabrera ·
1952: Emil Zátopek ·
1956: Alain Mimoun ·
1960: Abebe Bikila ·
1964: Abebe Bikila ·
1968: Mamo Wolde ·
1972: Frank Shorter ·
1976: Waldemar Cierpinski ·
1980: Waldemar Cierpinski ·
1984: Carlos Lopes ·
1988: Gelindo Bordin ·
1992: Hwang Young-cho ·
1996: Josia Thugwane ·
2000: Gezahegne Abera ·
2004: Stefano Baldini ·
2008: Samuel Wanjiru ·
2012: Stephen Kiprotich ·
2016: Eliud Kipchoge ·
2020: Eliud Kipchoge ·
2024: Tamirat Tola